# 联合希伯来工会

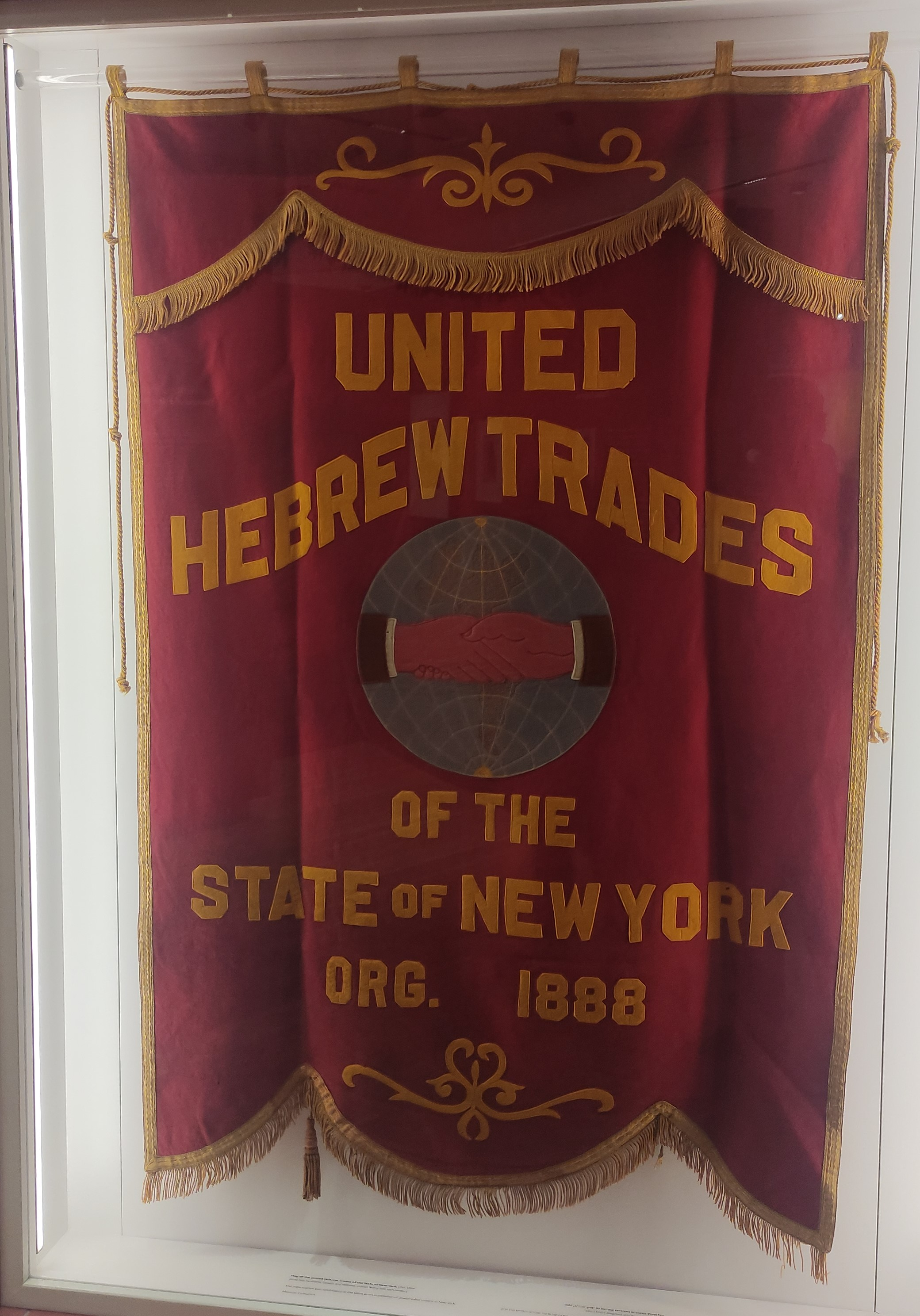
1888年，纽约州联合希伯来工会的旗帜

联合希伯来工会（意第緒語：‎）是美国历史上的一个犹太人工会。1880年代末，该组织在纽约成立。它的成立受到几十年前德意志移民在美国建立的“联合德意志工会”启发。1990年代，该组织放弃独立地位，成为犹太劳工委员会的分支。